# Ephydra gracilis
Ephydra gracilis är en tvåvingeart som beskrevs av Alpheus Spring Packard 1871. Ephydra gracilis ingår i släktet Ephydra och familjen vattenflugor. Inga underarter finns listade i Catalogue of Life.